# Glyptosternon reticulatum
 Glyptosternon reticulatum és una espècie de peix de la família dels sisòrids i de l'ordre dels siluriformes.

## Morfologia
- Els mascles poden assolir 24 cm de longitud total.[4][5]

## Alimentació
Menja principalment invertebrats, especialment larves d'insectes.

## Hàbitat
És un peix d'aigua dolça i de clima temperat (12 °C-24 °C).

## Distribució geogràfica
Es troba a Àsia: l'Afganistan, el Pakistan, l'Índia, el Tibet i el territori de l'antiga URSS.